# Manuela Leggeri
Pour les articles homonymes, voir Leggeri.
Manuela Leggeri (née le 9 mai 1976 à Sezze, dans la province de Latina, dans le Latium) est une joueuse italienne de volley-ball. Elle mesure 1,86 m et joue au poste de centrale. Elle totalise 326 sélections en équipe d'Italie.

## Clubs
| Club                  | Pays   | De        | À         |
| --------------------- | ------ | --------- | --------- |
| Pallavolo Priverno    | Italie | 1991-1992 | 1991-1992 |
| Fincres Roma          | Italie | 1992-1993 | 1993-1994 |
| Roma Pallavolo        | Italie | 1994-1995 | 1994-1995 |
| Volley Altamura       | Italie | 1995-1996 | 1995-1996 |
| Reggio Calabria       | Italie | 1996-1997 | 1996-1997 |
| Spezzano              | Italie | 1997-1998 | 1997-1998 |
| Ester Napoli          | Italie | 1998-1999 | 1998-1999 |
| Volley Modena         | Italie | 1999-2000 | 2001-2002 |
| Monte Schiavo Jesi    | Italie | 2002-2003 | 2004-2005 |
| Megius Volley Padova  | Italie | 2005-2006 | 2006-2007 |
| Infoplus Vicenza      | Italie | 2007-2008 | 2007-2008 |
| Sassuolo Volley       | Italie | 2008-2009 | 2008-2009 |
| Sirio Perugia         | Italie | 2009-2010 | 2010-2011 |
| River Volley Piacenza | Italie | 2011-2012 | …         |

## Palmarès

### Équipe nationale
- Championnat du monde
  - Vainqueur : 2002.
- Championnat d'Europe
  - Finaliste :  2001.
- Grand Prix mondial
  - Finaliste :  2004.

### Clubs
- Ligue des champions
  - Vainqueur : 2001.
- Coupe de la CEV
  - Vainqueur : 1993, 1999, 2002.
- Championnat d'Italie
  - Vainqueur : 2000, 2013.
- Coupe d'Italie
  - Vainqueur : 2002, 2013, 2014.
- Challenge Cup
  - Finaliste : 2013.
- Supercoupe d'Italie
  - Vainqueur : 2013.

### Récompenses individuelles
- Championnat d'Europe de volley-ball féminin 2001: Meilleure contreuse.
- Grand Prix Mondial de volley-ball 2004: Meilleure contreuse.
- Challenge Cup féminine 2007-2008: Meilleure serveuse.